# Swiss Open Gstaad 1999 - Qualificazioni singolare
Le qualificazioni del singolare  dello  Swiss Open Gstaad 1999 sono state un torneo di tennis preliminare per accedere alla fase finale della manifestazione. I vincitori dell'ultimo turno sono entrati di diritto nel tabellone principale. In caso di ritiro di uno o più giocatori aventi diritto a questi sono subentrati i lucky loser, ossia i giocatori che hanno perso nell'ultimo turno ma che avevano una classifica più alta rispetto agli altri partecipanti che avevano comunque perso nel turno finale.
Le qualificazioni del torneo Swiss Open Gstaad 1999 prevedevano 32 partecipanti di cui 4 sono entrati nel tabellone principale.

## Teste di serie
1. Guillaume Raoux (primo turno)
2. Andrea Gaudenzi (Qualificato)
3. Renzo Furlan (ultimo turno)
4. Juan-Albert Viloca-Puig (ultimo turno)

1. Ivan Ljubičić (Qualificato)
2. Luis Morejon (secondo turno)
3. Javier Sánchez (ultimo turno)
4. Ivo Heuberger (primo turno)

## Qualificati
1. Joan Balcells
2. Andrea Gaudenzi

1. Ivan Ljubičić
2. Donald Johnson

## Tabellone

### Legenda
| - Q = Qualificato - WC = Wild card - LL = Lucky loser | - ALT = Alternate - SE = Special Exempt - PR = Protected Ranking | - w/o = Walkover - r = Ritirato - d = Squalificato |

### Sezione 1
|  | Primo turno    | Primo turno       | Primo turno    | Primo turno | Primo turno |  |  | Secondo turno     | Secondo turno     | Secondo turno     | Secondo turno | Secondo turno |   |   | Ultimo turno  | Ultimo turno  | Ultimo turno | Ultimo turno | Ultimo turno |  |
|  |                |                   |                |             |             |  |  |                   |                   |                   |               |               |   |   |               |               |              |              |              |  |
|  |                | Joan Balcells     | 6              | 7           | 6           |  |  |                   |                   |                   |               |               |   |   |               |               |              |              |              |  |
|  | 1              | Guillaume Raoux   | 7              | 5           | 4           |  |  | Joan Balcells     | Joan Balcells     | Joan Balcells     | 6             | 6             |   |   |               |               |              |              |              |  |
|  | Željko Krajan  | Željko Krajan     | Željko Krajan  | 6           | 7           |  |  | Željko Krajan     | Željko Krajan     | Željko Krajan     | 2             | 0             |   |   |               |               |              |              |              |  |
|  | Flávio Saretta | Flávio Saretta    | Flávio Saretta | 2           | 5           |  |  |                   |                   |                   |               |               |   |   | Joan Balcells | Joan Balcells | 6            | 6            | 6            |  |
|  | Timothy Aerts  | Timothy Aerts     | 4              | 6           | 6           |  |  |                   |                   | Timothy Aerts     | Timothy Aerts | 7             | 4 | 3 |               |               |              |              |              |  |
|  | Vaughan Snyman | Vaughan Snyman    | 6              | 3           | 4           |  |  | Timothy Aerts     | Timothy Aerts     | Timothy Aerts     | 6             | 6             |   |   |               |               |              |              |              |  |
|  |                | Marco Chiudinelli | 1              | 6           | 7           |  |  | Marco Chiudinelli | Marco Chiudinelli | Marco Chiudinelli | 0             | 2             |   |   |               |               |              |              |              |  |
|  | 8              | Ivo Heuberger     | 6              | 3           | 5           |  |  |                   |                   |                   |               |               |   |   |               |               |              |              |              |  |

### Sezione 2
|  | Primo turno        | Primo turno         | Primo turno         | Primo turno | Primo turno |  |  | Secondo turno | Secondo turno      | Secondo turno | Secondo turno  | Secondo turno  |   |   | Ultimo turno | Ultimo turno    | Ultimo turno    | Ultimo turno | Ultimo turno |  |
|  |                    |                     |                     |             |             |  |  |               |                    |               |                |                |   |   |              |                 |                 |              |              |  |
|  | 2                  | Andrea Gaudenzi     | Andrea Gaudenzi     | 6           | 6           |  |  |               |                    |               |                |                |   |   |              |                 |                 |              |              |  |
|  |                    | Ruben Fernandez-Gil | Ruben Fernandez-Gil | 2           | 3           |  |  | 2             | Andrea Gaudenzi    | 6             | 6              | 7              |   |   |              |                 |                 |              |              |  |
|  | Bertrand Madsen    | Bertrand Madsen     | 3                   | 6           | 6           |  |  |               | Bertrand Madsen    | 2             | 7              | 5              |   |   |              |                 |                 |              |              |  |
|  | Jun Kato           | Jun Kato            | 6                   | 1           | 3           |  |  |               |                    |               |                |                |   |   | 2            | Andrea Gaudenzi | Andrea Gaudenzi | 6            | 7            |  |
|  | Herbert Wiltschnig | Herbert Wiltschnig  | Herbert Wiltschnig  | 7           | 6           |  |  |               |                    | 7             | Javier Sánchez | Javier Sánchez | 4 | 6 |              |                 |                 |              |              |  |
|  | Björn Phau         | Björn Phau          | Björn Phau          | 6           | 3           |  |  |               | Herbert Wiltschnig | 7             | 4              | 2              |   |   |              |                 |                 |              |              |  |
|  | 7                  | Javier Sánchez      | Javier Sánchez      | 6           | 6           |  |  | 7             | Javier Sánchez     | 5             | 6              | 6              |   |   |              |                 |                 |              |              |  |
|  |                    | Michel Kratochvil   | Michel Kratochvil   | 3           | 2           |  |  |               |                    |               |                |                |   |   |              |                 |                 |              |              |  |

### Sezione 3
|  | Primo turno         | Primo turno         | Primo turno         | Primo turno | Primo turno |  |  | Secondo turno | Secondo turno       | Secondo turno      | Secondo turno | Secondo turno |   |   | Ultimo turno | Ultimo turno | Ultimo turno | Ultimo turno | Ultimo turno |  |
|  |                     |                     |                     |             |             |  |  |               |                     |                    |               |               |   |   |              |              |              |              |              |  |
|  | 3                   | Renzo Furlan        | Renzo Furlan        | 6           | 6           |  |  |               |                     |                    |               |               |   |   |              |              |              |              |              |  |
|  |                     | Alexandre Strambini | Alexandre Strambini | 3           | 3           |  |  | 3             | Renzo Furlan        | 7                  | 6             | 6             |   |   |              |              |              |              |              |  |
|  | Marcelo Charpentier | Marcelo Charpentier | Marcelo Charpentier | 6           | 6           |  |  |               | Marcelo Charpentier | 6                  | 7             | 3             |   |   |              |              |              |              |              |  |
|  | Igor Kornienko      | Igor Kornienko      | Igor Kornienko      | 1           | 3           |  |  |               |                     |                    |               |               |   |   | 3            | Renzo Furlan | 3            | 6            | 4            |  |
|  | Thomas Schiessling  | Thomas Schiessling  | Thomas Schiessling  | 6           | 6           |  |  |               |                     | 5                  | Ivan Ljubičić | 6             | 4 | 6 |              |              |              |              |              |  |
|  | Tommy Robredo       | Tommy Robredo       | Tommy Robredo       | 1           | 3           |  |  |               | Thomas Schiessling  | Thomas Schiessling | 5             | 6             |   |   |              |              |              |              |              |  |
|  | 5                   | Ivan Ljubičić       | 6                   | 6           | 7           |  |  | 5             | Ivan Ljubičić       | Ivan Ljubičić      | 7             | 7             |   |   |              |              |              |              |              |  |
|  |                     | Gérard Solvès       | 7                   | 4           | 5           |  |  |               |                     |                    |               |               |   |   |              |              |              |              |              |  |

### Sezione 4
|  | Primo turno       | Primo turno             | Primo turno             | Primo turno | Primo turno |  |  | Secondo turno | Secondo turno           | Secondo turno           | Secondo turno  | Secondo turno  |   |   | Ultimo turno | Ultimo turno            | Ultimo turno            | Ultimo turno | Ultimo turno |  |
|  |                   |                         |                         |             |             |  |  |               |                         |                         |                |                |   |   |              |                         |                         |              |              |  |
|  | 4                 | Juan-Albert Viloca-Puig | Juan-Albert Viloca-Puig | 6           | 6           |  |  |               |                         |                         |                |                |   |   |              |                         |                         |              |              |  |
|  |                   | Sandro Della Piana      | Sandro Della Piana      | 3           | 2           |  |  | 4             | Juan-Albert Viloca-Puig | Juan-Albert Viloca-Puig | 7              | 6              |   |   |              |                         |                         |              |              |  |
|  | Agustin Garizzio  | Agustin Garizzio        | Agustin Garizzio        | 6           | 6           |  |  |               | Agustin Garizzio        | Agustin Garizzio        | 6              | 2              |   |   |              |                         |                         |              |              |  |
|  | Gregory Zavialoff | Gregory Zavialoff       | Gregory Zavialoff       | 4           | 3           |  |  |               |                         |                         |                |                |   |   | 4            | Juan-Albert Viloca-Puig | Juan-Albert Viloca-Puig | 2            | 5            |  |
|  | Donald Johnson    | Donald Johnson          | Donald Johnson          | 6           | 6           |  |  |               |                         |                         | Donald Johnson | Donald Johnson | 6 | 7 |              |                         |                         |              |              |  |
|  | Jan Krejci        | Jan Krejci              | Jan Krejci              | 4           | 3           |  |  |               | Donald Johnson          | Donald Johnson          | 7              | 6              |   |   |              |                         |                         |              |              |  |
|  | 6                 | Luis Morejon            | Luis Morejon            | 7           | 7           |  |  | 6             | Luis Morejon            | Luis Morejon            | 5              | 3              |   |   |              |                         |                         |              |              |  |
|  |                   | Stéphane Bohli          | Stéphane Bohli          | 5           | 5           |  |  |               |                         |                         |                |                |   |   |              |                         |                         |              |              |  |